# Virusul gripei A
Virusul gripei A este singura specie din genul Alphainfluenzavirus din familia de virusuri Orthomyxoviridae⁠(d), care cauzează gripă la păsări și unele mamifere. Tulpini ale tuturor subtipurilor de virus gripal A au fost izolate în mostre de la păsări sălbatice, deși boala este puțin frecventă. Unele tulpini ale virusului gripal A provoacă o boală severă atât la păsările domestice, cât și, rareori, la om. Ocazional, virusurile sunt transmise de la păsările acvatice sălbatice la păsările domestice, iar acest lucru poate produce un focar sau poate da naștere pandemiilor de gripă umană.
Virusurile gripale A sunt virusuri ARN segmentate, de sens negativ, monocatenare. Cele mai multe subtipuri sunt etichetate în funcție de un număr H (pentru tipul de hemaglutinină) și un număr N (pentru tipul de neuraminidază). Există 18 antigeni H diferiți cunoscuți (H1 la H18) și 11 antigeni N diferiți cunoscuți (N1 la N11). H17N10 a fost izolat de la lilieci în 2012. H18N11 a fost descoperit la un liliac peruvian în 2013.
Fiecare subtip de virus a mutat într-o varietate de tulpini cu diferite profiluri patogenice. Unele tulpini sunt patogene pentru o specie, dar nu altele, iar unele sunt patogene pentru mai multe specii deodată.
A fost dezvoltat un vaccin gripal filtrat și purificat pentru oameni și multe țări l-au stocat pentru a permite o administrare rapidă a populației în caz de pandemie de gripă aviară. În 2011, cercetătorii au raportat descoperirea unui anticorp eficace împotriva tuturor tipurilor de virus gripal A.

## Variante și subtipuri

Diagrama nomenclaturii gripei

Virusurile gripale de tip A sunt virusuri ARN clasificate în subtipuri bazate pe tipul celor două proteine de pe suprafața anvelopei virale:
H = hemaglutinină, o proteină care provoacă aglutinarea celulelor roșii din sânge.
N = neuraminidază, o enzimă care scindează legăturile glicozidice din monozaharida acid sialic (numit anterior acid neuraminic).
Hemaglutinina este esențială pentru recunoașterea și legarea virusului de celulele țintă și, de asemenea, pentru infectarea celulei cu ARN. Neuraminidaza, pe de altă parte, este critică pentru eliberarea ulterioară a particulelor de virus create în celula infectată, astfel încât să se poată răspândi în alte celule.
Diferite virusuri gripale codifică pentru diferite proteine de hemaglutinină și neuraminidază. De exemplu, virusul H5N1 desemnează un subtip de gripă A care are o proteină hemaglutinină (H) de tip 5 și o proteină neuraminidază (N) de tip 1. Există 18 tipuri cunoscute de hemaglutinină și 11 tipuri cunoscute de neuraminidază, deci, teoretic, sunt posibile 198 de combinații diferite ale acestor proteine.
Cele mai cunoscute tulpini sunt tulpini dispărute. De exemplu, subtipul de gripă anuală H3N2 nu mai conține tulpina care a cauzat gripa din Hong Kong.

## Structură și genetică

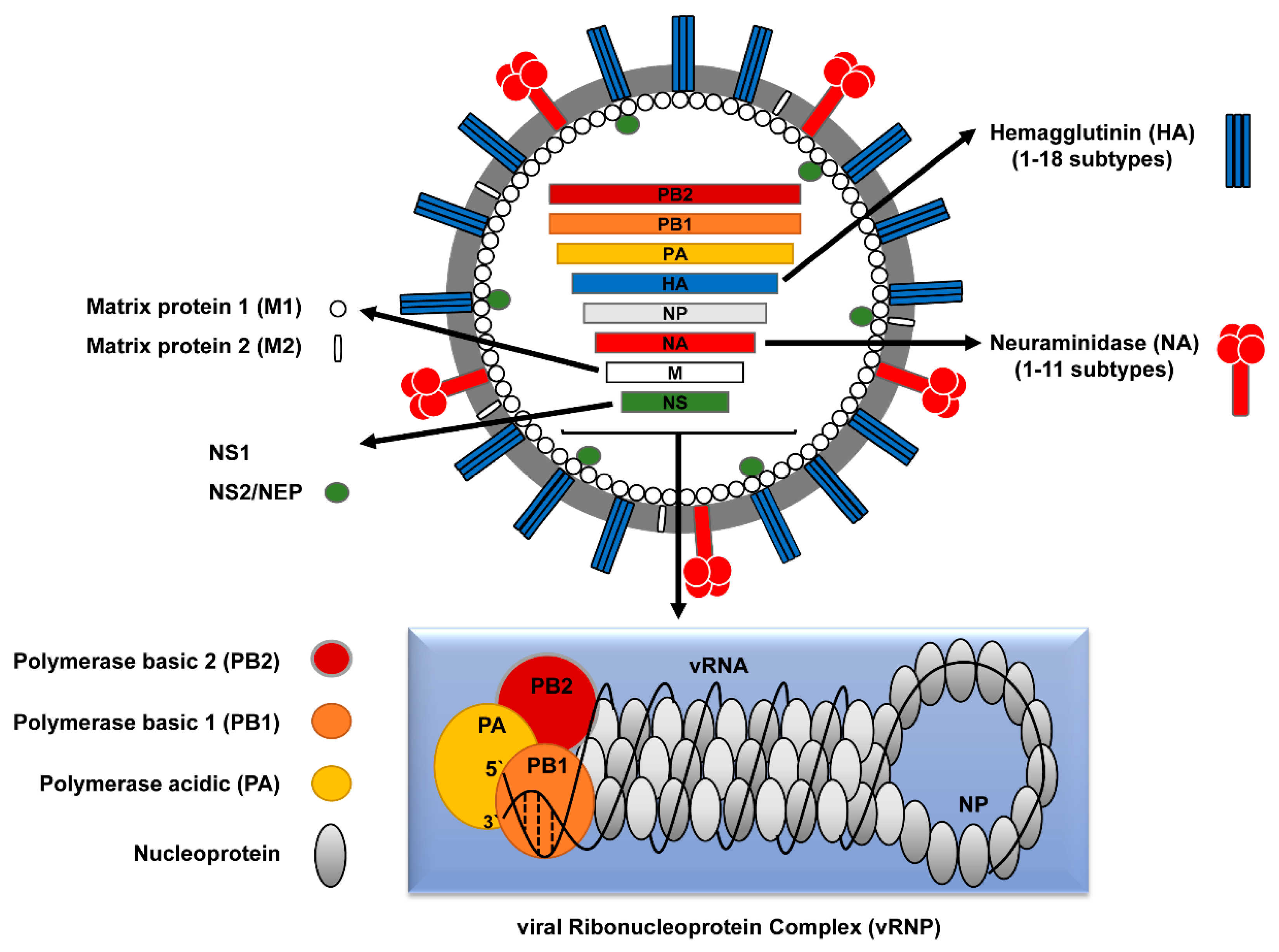
Structura virusului gripal A

Întregul genom al virusului gripal A are o lungime de 13.588 de baze și este conținut pe opt segmente de ARN care codifică cel puțin 10, până la 14 proteine, în funcție de tulpină. Relevanța sau prezența produselor genetice alternative poate varia:
- Segmentul 1 codifică subunitatea ARN polimerază (PB2).
- Segmentul 2 codifică subunitatea ARN polimerază (PB1) și proteina PB1-F2, care induce moartea celulelor, folosind cadre de citire diferite din același segment ARN.
- Segmentul 3 codifică subunitatea ARN polimerază (PA) și proteina PA-X, care are un rol în oprirea transcripției gazdei.[16]
- Segmentul 4 codifică HA (hemaglutinină). Aproximativ 500 de molecule de hemaglutinină sunt necesare pentru a produce un virion. HA determină amploarea și severitatea unei infecții virale într-un organism gazdă.
- Segmentul 5 codifică NP, care este o nucleoproteină.
- Segmentul 6 codifică NA (neuraminidază). Aproximativ 100 de molecule de neuraminidază sunt necesare pentru a produce un virion.
- Segmentul 7 codifică două proteine matriceale (M1 și M2) folosind cadre de citire diferite din același segment ARN. Aproximativ 3.000 de molecule de proteine matrice sunt necesare pentru a produce un virion.
- Segmentul 8 codifică două proteine nestructurale distincte (NS1 și NEP) folosind cadre de citire diferite din același segment ARN.

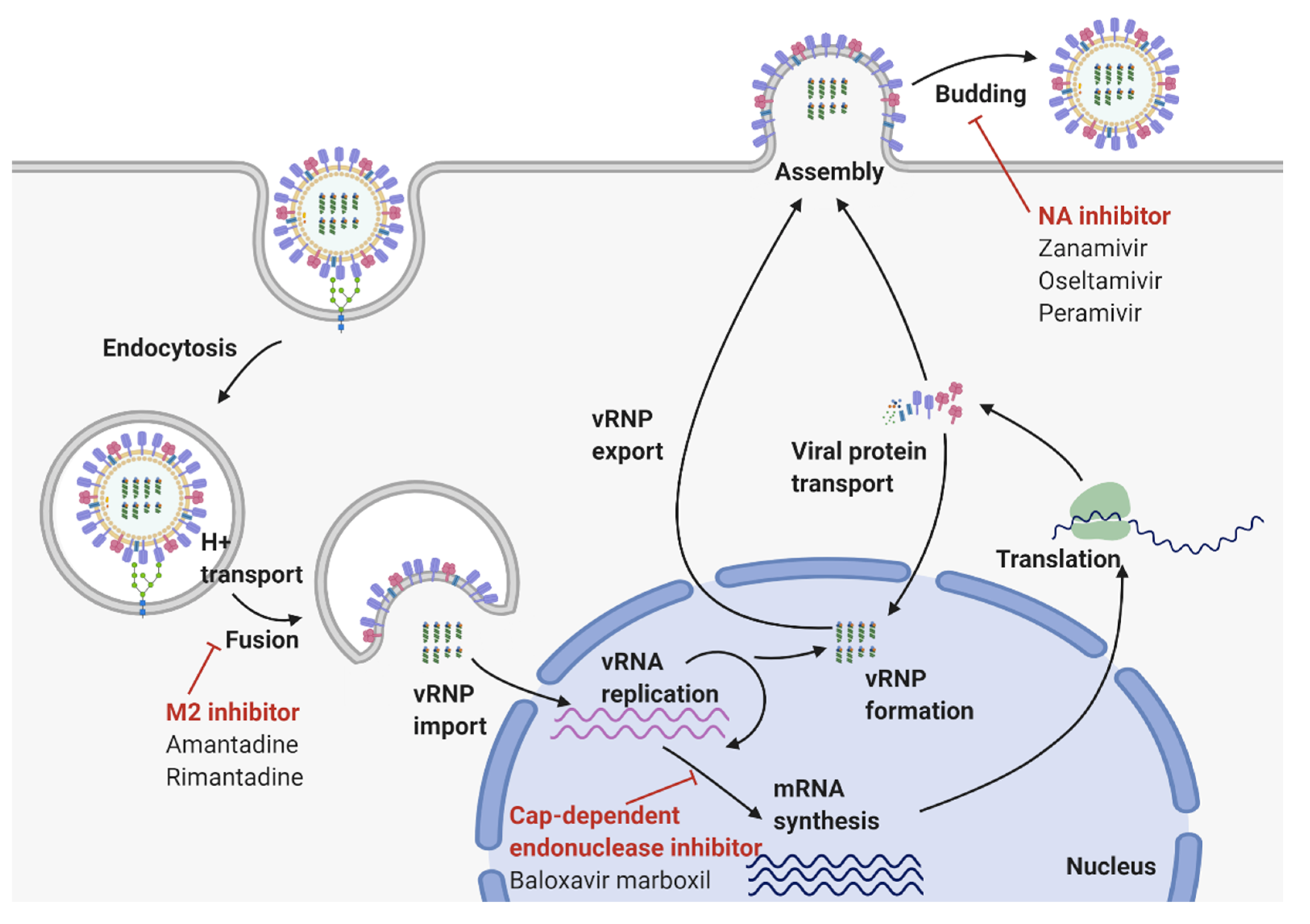
Ciclul de replicare a virusului gripal A

Sinteza ARN are loc în nucleul celular, în timp ce sinteza proteinelor are loc în citoplasmă. Odată ce proteinele virale sunt asamblate în virioni, virionii asamblați părăsesc nucleul și migrează spre membrana celulară. Membrana celulelor gazdă conține petice de proteine transmembranare virale (HA, NA, și M2) și un strat de bază de proteină M1 care ajută virionii să treacă prin membrană, eliberând astfel virusurile anvelopate în lichidul extracelular.

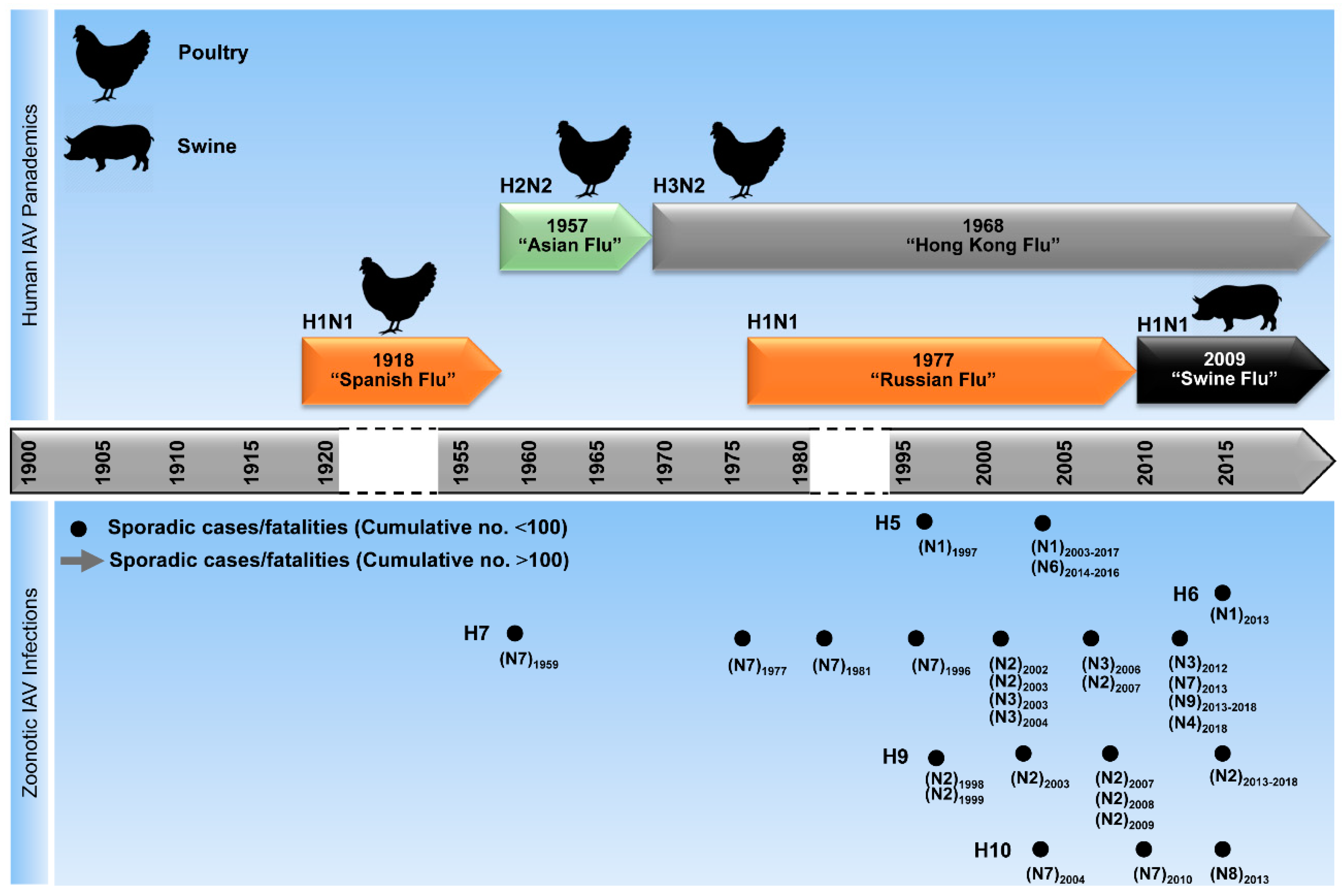
Cronologia pandemiilor de gripă și a epidemiilor cauzate de virusul gripal A

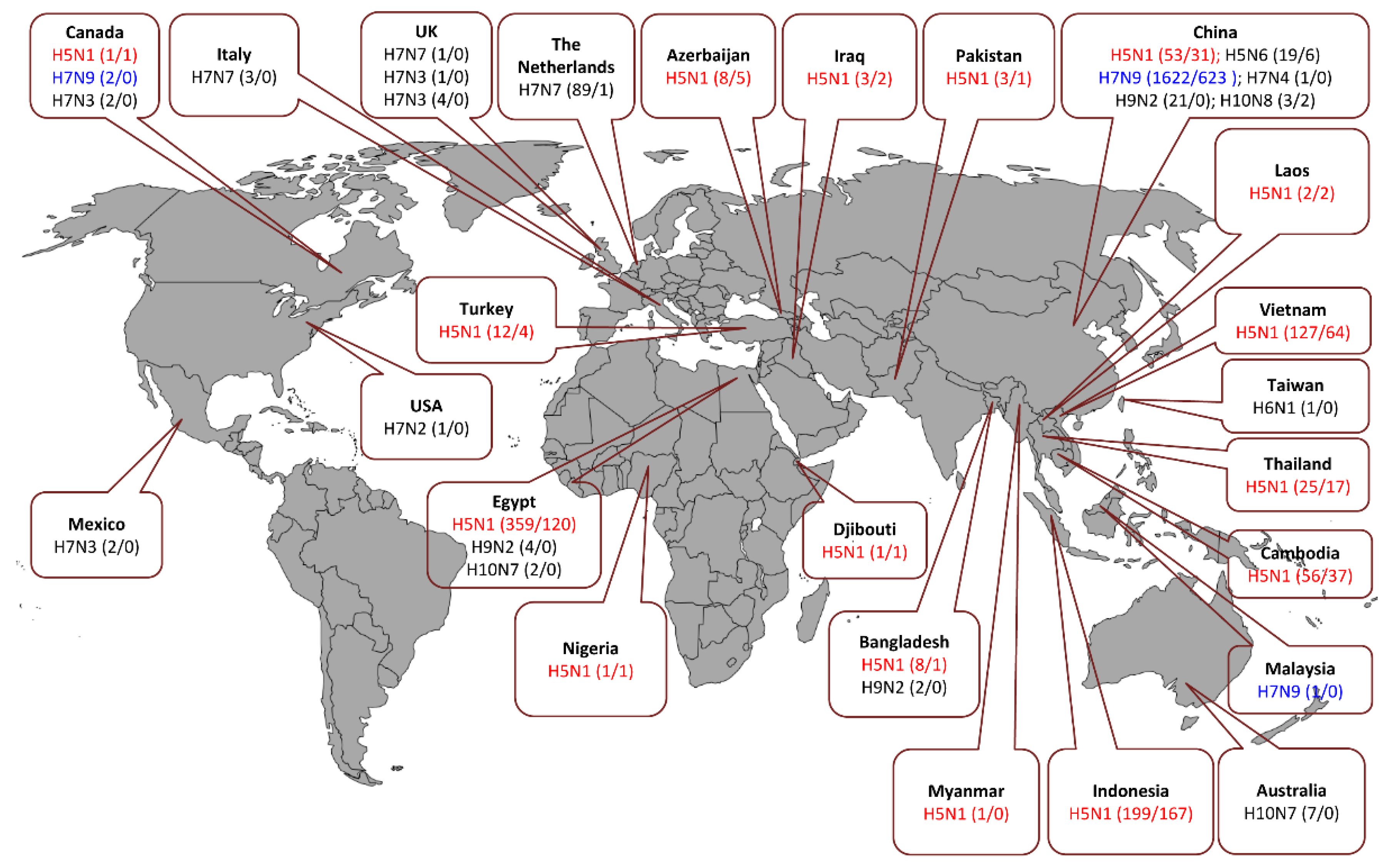
Cazuri umane și decese cauzate de diferite subtipuri de virus gripal A

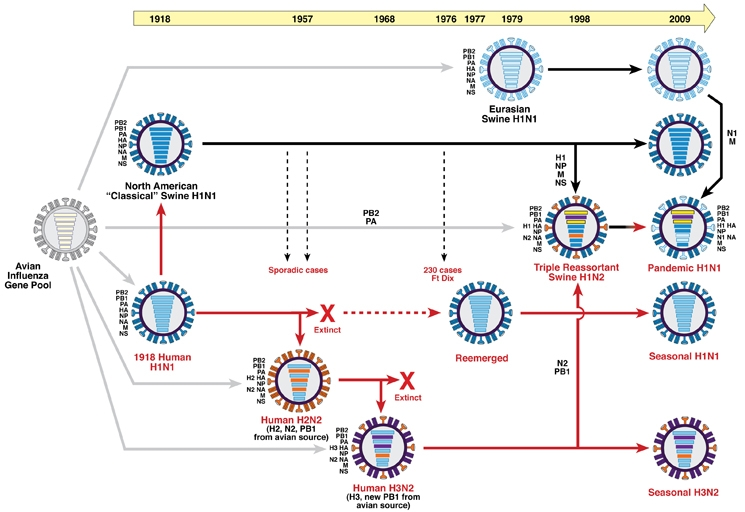
Evoluția genetică a virusurilor gripale umane și porcine, 1918-2009

## Lista subtipurilor
Virusul gripal A are următoarele subtipuri:
- Influenza A virus subtype H1N1
- Influenza A virus subtype H1N2⁠(d)
- Influenza A virus subtype H2N2⁠(d)
- Influenza A virus subtype H2N3⁠(d)
- Influenza A virus subtype H3N1⁠(d)
- Influenza A virus subtype H3N2⁠(d)
- Influenza A virus subtype H3N8⁠(d)
- Influenza A virus subtype H5N1
- Influenza A virus subtype H5N2⁠(d)
- Influenza A virus subtype H5N3⁠(d)
- Influenza A virus subtype H5N6⁠(d)
- Influenza A virus subtype H5N8⁠(d)
- Influenza A virus subtype H5N9⁠(d)
- Influenza A virus subtype H6N1⁠(d)
- Influenza A virus subtype H6N2⁠(d)
- Influenza A virus subtype H7N1⁠(d)
- Influenza A virus subtype H7N2⁠(d)
- Influenza A virus subtype H7N3⁠(d)
- Influenza A virus subtype H7N4⁠(d)
- Influenza A virus subtype H7N7⁠(d)
- Influenza A virus subtype H7N9⁠(d)
- Influenza A virus subtype H9N2⁠(d)
- Influenza A virus subtype H10N3
- Influenza A virus subtype H10N7⁠(d)
- Influenza A virus subtype H10N8⁠(d)
- Influenza A virus subtype H11N2
- Influenza A virus subtype H11N9
- Influenza A virus subtype H17N10
- Influenza A virus subtype H18N11